# إيلاين جويس
إيلاين جويس (بالإنجليزية: Elaine Joyce) هي ممثلة أمريكية، ولدت في 19 ديسمبر 1945 في الولايات المتحدة. من الجوائز التي نالتها جائزة المسرح العالمي سنة 1972.

## أعمال

### مسلسلات
- الرجل الأخضر الخارق
- بيفرلي هيلز 90210

## جوائز
- جائزة المسرح العالمي (1972)

## وصلات خارجية
- إيلاين جويس على موقع IMDb (الإنجليزية)
- إيلاين جويس على موقع ألو سيني (الفرنسية)
- إيلاين جويس على موقع ميوزك برينز (الإنجليزية)
- إيلاين جويس على موقع أول موفي (الإنجليزية)
- إيلاين جويس على موقع قاعدة بيانات برودواي على الإنترنت (الإنجليزية)
- إيلاين جويس على موقع قاعدة بيانات الأفلام السويدية (السويدية)
- إيلاين جويس على موقع إن إن دي بي (الإنجليزية)
- إيلاين جويس على موقع قاعدة بيانات الفيلم (الإنجليزية)
- إيلاين جويس على موقع كينوبويسك (الروسية)